# Федерация футбола Южной Азии
Федерация футбола Южной Азии (ФФЮА) (англ. South Asian Football Federation - SAFF) — подразделение и федерация в Азиатской футбольной конфедерации (АФК), контролирующее футбол в странах Южной Азии. Основана в 2014 году. Является основной правопреемницей бывшей Федерации футбола Центральной и Южной Азии. Объединяет национальные федерации и ассоциации футбола Бангладеш, Бутана, Индии, Мальдив, Непала, Пакистана и Шри-Ланки.

## Страны-участницы
- Бангладеш
- Бутан
- Индия
- Мальдивы
- Непал
- Пакистан
- Шри-Ланка

## Турниры
| Соревнование                                    | Год  | Чемпионы  | Титулов | Второе место | Следующее соревнование |
| ----------------------------------------------- | ---- | --------- | ------- | ------------ | ---------------------- |
| Чемпионат ФФЮА                                  | 2021 | Индия     | 8       | Непал        | 2023                   |
| Чемпионат ФФЮА среди команд до 18-х лет         | 2019 | Индия     | 1       | Бангладеш    | 2021                   |
| Чемпионат ФФЮА среди команд до 15-х лет         | 2019 | Индия     | 3       | Непал        | 2021                   |
| Женский чемпионат ФФЮА                          | 2019 | Индия     | 5       | Непал        | 2021                   |
| Женский чемпионат ФФЮА среди команд до 18-х лет | 2018 | Бангладеш | 1       | Непал        | 2021                   |
| Женский чемпионат ФФЮА среди команд до 15-х лет | 2019 | Индия     | 1       | Бангладеш    | 2021                   |